# Coppa di Svizzera (pallavolo maschile)
La Coppa di Svizzera è una competizione pallavolistica svizzera, organizzato dalla Federazione pallavolistica della Svizzera. Il torneo, istituito nel 1958, vede coinvolte tutte le società professionistiche della federazione.

## Formula
La competizione prevede sei turni preliminari, a cui prendono parte i club provenienti dalle categorie minori. A partire dagli ottavi di finale, entrano in gioco anche i club della Lega Nazionale A.

## Albo d'oro
| Edizione         | Edizione          | Podio           | Podio         | Podio            |               |
| Anno             | Sede della finale | Campione        | Risultato     | Finalista        |               |
| ---------------- | ----------------- | --------------- | ------------- | ---------------- | ------------- |
| 1957-58 Dettagli | -                 | EOS Losanna     | -             | -                |               |
| 1958-59 Dettagli | -                 | EOS Losanna     | -             | -                |               |
| 1959-60 Dettagli | -                 | Servette        | -             | -                |               |
| 1960-61 Dettagli | -                 | Servette        | -             | -                |               |
| 1961-62 Dettagli | -                 | EOS Losanna     | -             | -                |               |
| 1962-64          | -                 | Non disputata   | Non disputata | Non disputata    | Non disputata |
| 1964-65 Dettagli | -                 | Servette        | -             | -                |               |
| 1965-66          | -                 | Non disputata   | Non disputata | Non disputata    | Non disputata |
| 1966-67 Dettagli | -                 | Servette        | -             | -                |               |
| 1967-68 Dettagli | -                 | Servette        | -             | -                |               |
| 1968-69 Dettagli | -                 | Spada Academica | -             | -                |               |
| 1969-70 Dettagli | -                 | Spada Academica | -             | -                |               |
| 1970-71 Dettagli | -                 | Spada Academica | -             | -                |               |
| 1971-72 Dettagli | -                 | Servette        | -             | -                |               |
| 1972-73 Dettagli | -                 | Biel            |               |                  |               |
| 1973-74 Dettagli | Friburgo          | Servette        |               |                  |               |
| 1974-75 Dettagli | Friburgo          | Voléro Zurigo   |               |                  |               |
| 1975-76 Dettagli | Domdidier         | Biel            |               |                  |               |
| 1976-77 Dettagli | Domdidier         | Biel            | 3 - 2         | Voléro Zurigo    |               |
| 1977-78 Dettagli | Domdidier         | Voléro Zurigo   | 3 - 2         | Servette         |               |
| 1978-79 Dettagli | Domdidier         | Chênois         | 3 - 0         | Biel             |               |
| 1979-80 Dettagli | Domdidier         | Biel            |               |                  |               |
| 1980-81 Dettagli | Losanna           | Biel            | 3 - 2         | Näfels           |               |
| 1981-82 Dettagli | Näfels            | Servette        | 3 - 1         | Losanna UC       |               |
| 1982-83 Dettagli | Friburgo          | Servette        | 3 - 1         | Voléro Zurigo    |               |
| 1983-84 Dettagli | Friburgo          | Servette        | 3 - 1         | Losanna UC       |               |
| 1984-85 Dettagli | Friburgo          | Leysin          | 3 - 2         | Servette         |               |
| 1985-86 Dettagli | Friburgo          | Chênois         | 3 - 1         | Losanna UC       |               |
| 1986-87 Dettagli | Friburgo          | Leysin          | 3 - 0         | Servette         |               |
| 1987-88 Dettagli | Friburgo          | Leysin          | 3 - 0         | Jona             |               |
| 1988-89 Dettagli | Friburgo          | Leysin          | 3 - 0         | Jona             |               |
| 1989-90 Dettagli | Friburgo          | Leysin          | 3 - 1         | Losanna UC       |               |
| 1990-91 Dettagli | Friburgo          | Leysin          | 3 - 0         | Tramelan         |               |
| 1991-92 Dettagli | Friburgo          | Lugano          | 3 - 0         | Losanna UC       |               |
| 1992-93 Dettagli | Friburgo          | Chênois         | 3 - 0         | Näfels           |               |
| 1993-94 Dettagli | Friburgo          | Chênois         | 3 - 0         | Losanna UC       |               |
| 1994-95 Dettagli | Friburgo          | Losanna UC      | 3 - 1         | Näfels           |               |
| 1995-96 Dettagli | Friburgo          | Näfels          | 3 - 0         | Chênois          |               |
| 1996-97 Dettagli | Friburgo          | Chênois         | 3 - 1         | Amriswil         |               |
| 1997-98 Dettagli | Friburgo          | Näfels          | 3 - 0         | Lutry-Lavaux     |               |
| 1998-99 Dettagli | Friburgo          | Amriswil        | 3 - 1         | Smash Winterthur |               |
| 1999-00 Dettagli | Friburgo          | Näfels          | 3 - 2         | Amriswil         |               |
| 2000-01 Dettagli | Friburgo          | Näfels          | 3 - 0         | Lutry-Lavaux     |               |
| 2001-02 Dettagli | Friburgo          | Chênois         | 3 - 0         | Näfels           |               |
| 2002-03 Dettagli | Friburgo          | Chênois         | 3 - 0         | Amriswil         |               |
| 2003-04 Dettagli | Friburgo          | Näfels          | 3 - 0         | Amriswil         |               |
| 2004-05 Dettagli | Friburgo          | Näfels          | 3 - 0         | Amriswil         |               |
| 2005-06 Dettagli | Berna             | Chênois         | 3 - 0         | Amriswil         |               |
| 2006-07 Dettagli | Berna             | Näfels          | 3 - 1         | Lugano           |               |
| 2007-08 Dettagli | Berna             | Losanna UC      | 3 - 0         | Näfels           |               |
| 2008-09 Dettagli | Berna             | Amriswil        | 3 - 1         | Losanna UC       |               |
| 2009-10 Dettagli | Berna             | Losanna UC      | 3 - 0         | Lugano           |               |
| 2010-11 Dettagli | Berna             | Losanna UC      | 3 - 2         | Amriswil         |               |
| 2011-12 Dettagli | Berna             | Amriswil        | 3 - 1         | Näfels           |               |
| 2012-13 Dettagli | Berna             | Lugano          | 3 - 1         | Amriswil         |               |
| 2013-14 Dettagli | Berna             | Näfels          | 3 - 1         | Lugano           |               |
| 2014-15 Dettagli | Friburgo          | Losanna UC      | 3 - 2         | Schönenwerd      |               |
| 2015-16 Dettagli | Friburgo          | Näfels          | 3 - 1         | Losanna UC       |               |
| 2016-17 Dettagli | Friburgo          | Amriswil        | 3 - 1         | Näfels           |               |
| 2017-18 Dettagli | Friburgo          | Amriswil        | 3 - 0         | Näfels           |               |
| 2018-19 Dettagli | Friburgo          | Amriswil        | 3 - 1         | Züri Unterland   |               |
| 2019-20 Dettagli | Friburgo          | Non assegnato   | Non assegnato | Non assegnato    |               |
| 2020-21 Dettagli | Winterthur        | Jona            | 3 - 2         | Schönenwerd      |               |
| 2021-22 Dettagli | Winterthur        | Amriswil        | 3 - 2         | Schönenwerd      |               |
| 2022-23 Dettagli | Winterthur        | Chênois         | 3 - 1         | Losanna UC       |               |
| 2023-24 Dettagli | Winterthur        | Amriswil        | 3 - 1         | Schönenwerd      |               |

## Palmarès
| Squadra         | Titolo | Stagione                                                                                 |
| --------------- | ------ | ---------------------------------------------------------------------------------------- |
| Servette        | 10     | 1959-60, 1960-61, 1964-65, 1966-67, 1967-68, 1971-72, 1973-74, 1981-82, 1982-83, 1983-84 |
| Näfels          | 9      | 1995-96, 1997-98, 1999-00, 2000-01, 2003-04, 2004-05, 2006-07, 2013-14, 2015-16          |
| Chênois         | 9      | 1978-79, 1985-86, 1992-93, 1993-94, 1996-97, 2001-02, 2002-03, 2005-06, 2022-23          |
| Amriswil        | 8      | 1998-99, 2008-09, 2011-12, 2016-17, 2017-18, 2018-19, 2021-22, 2023-24                   |
| Leysin          | 6      | 1984-85, 1986-87, 1987-88, 1988-89, 1989-90, 1990-91                                     |
| Biel            | 5      | 1972-73, 1975-76, 1976-77, 1979-80, 1980-81                                              |
| Losanna UC      | 5      | 1994-95, 2007-08, 2009-10, 2010-11, 2014-15                                              |
| EOS Losanna     | 3      | 1957-58, 1958-59, 1961-62                                                                |
| Spada Academica | 3      | 1968-69, 1969-70, 1970-71                                                                |
| Voléro Zurigo   | 2      | 1974-75, 1977-78                                                                         |
| Lugano          | 2      | 1991-92, 2012-13                                                                         |
| Jona            | 1      | 2020-21                                                                                  |